# Holy Diver
A Holy Diver az amerikai Dio heavy metal zenekar debütáló nagylemeze.

## Története
A Ronnie James Dio és Vinny Appice által létrehozott zenekar Vivian Campbell csatlakozása után kezdett dolgozni az albumon. Ronnie James Dio a munkálatok megkezdése előtt egy hetet töltött Plintben, ahol többször meglátogatta az ódon kastélyt inspirálódás céljából.
A lemez 1983. május 25-én jelent meg Amerikában. 1984. szeptember 12-én lett arany-, majd 1989. március 21-én platinalemez (ez 500 000, illetve 1 000 000 eladott példányt jelent). Az Egyesült Királyságban 1986 januárjában kapta meg az ezüst minősítést, ami 60 000 eladott példány után jár.
Az albumot 2005-ben újra kiadták a Rock Candy Records gondozásában.
A lemezt 2017-ben a Rolling Stone magazin Minden idők 100 legjobb metalalbuma listáján a 16. helyre rangsorolta.

## A borító
A lemezborító sokáig viták kereszttüzében állt. Egy papot ölő démont ábrázol, mely a
zenekar "Murray" nevű kabalája lett, és később több borítón is feltűnt. Nem kevesebb vita
tárgya volt a "DIO" logó, melyből fejjel lefelé fordítva kiolvashatóak a "DIE" és a "DEVIL"
szavak. Maga Ronnie James Dio ezt véletlen egybeesésnek nevezte.

## Az album dalai
| 1. | Stand Up and Shout      | Jimmy Bain, Ronnie James Dio | 3:15 |
| 2. | Holy Diver              | Dio                          | 5:54 |
| 3. | Gypsy                   | Vivian Campbell, Dio         | 3:39 |
| 4. | Caught in the Middle    | Vinny Appice, Campbell, Dio  | 4:15 |
| 5. | Don't Talk to Strangers | Dio                          | 4:53 |

| 1. | Straight Through the Heart | Dio                         | 4:32 |
| 2. | Invisible                  | Appice, Campbell, Dio       | 5:26 |
| 3. | Rainbow in the Dark        | Appice, Bain, Campbell, Dio | 4:15 |
| 4. | Shame on the Night         | Appice, Bain, Dio           | 5:20 |

## Helyezések
| Ország  | Helyezés | Eladási minősítés |
| ------- | -------- | ----------------- |
| Amerika | 56       | platina           |
| Anglia  | 13       | ezüst             |

| Év   | Kislemez            | Amerikai helyezés | Angol helyezés |
| ---- | ------------------- | ----------------- | -------------- |
| 1983 | Holy Diver          | 40                | 72             |
| 1983 | Rainbow in the Dark | 14                | 46             |

Ezenkívül az IGN "Top 25 Metal Albums" listáján a 8. helyet érte el.

## Közreműködők

### Dio
- Ronnie James Dio – ének, billentyűk
- Vivian Campbell – gitár
- Jimmy Bain – basszusgitár, billentyűk
- Vinny Appice – dob

### Produkció
- Ronnie James Dio – producer
- Angelo Arcuri – hangmérnök
- Ray Leonard – hangmérnökasszisztens
- George Marino – mastering
- Gary Moore – remastering (2005)
- Randy Barrett – illusztrációk
- Gene Hunter – művészi munka
- Wendy Dio – koncepció